# Protéine NS4B

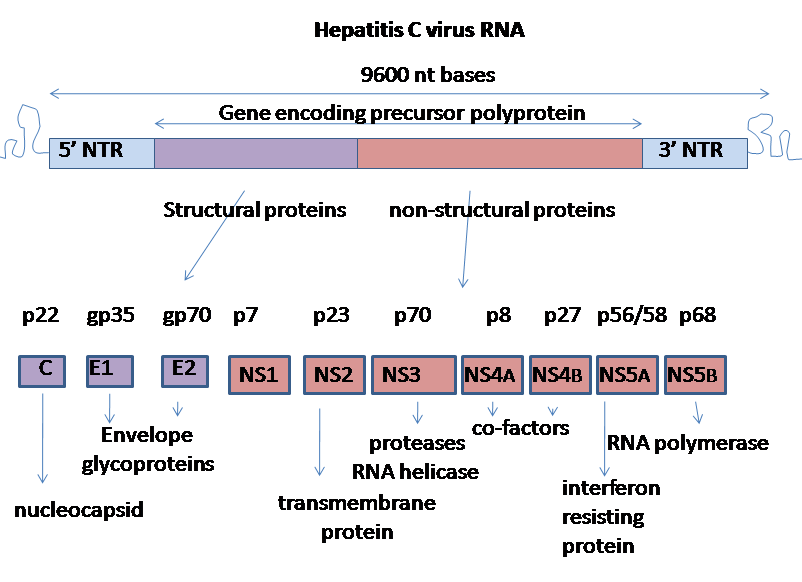
Genome de l'hématite B.

La protéine NS4B est une protéine non structurelle du virus de l'hépatite C. Elle a plusieurs rôles de modulation : de l'ARN polymérase, de voies de signalisation de l'hôte, de la carcinogénèse, du fonctionnement du réticulum endoplasmique et de la traduction. Elle est également responsable de la formation d'une toile membranaire, site de réplication du virus.

## Référence
Ella H Sklan, Jeffrey S Glenn, « Chapter 8: HCV NS4B: From Obscurity to Central Stage » (lire en ligne), Seng-Lai Tan, Hepatitis C Viruses: Genomes and Molecular Biology, 2006,  (ISBN 978-1-904933-20-5) (lire en ligne)